# コウヒロナガクビガメ
コウヒロナガクビガメ（甲広長首亀、Macrochelodina expansa）は、ヘビクビガメ科オオナガクビガメ属（ナガクビガメ属とする説もあり）に分類されるカメ。別名エキスパンサナガクビガメ。

## 分布
オーストラリア（クイーンズランド州南部、ニューサウスウェールズ州、ビクトリア州、南オーストラリア州東部）固有種

## 形態
最大甲長48cmとヘビクビガメ最大種。種小名expansaは「広がった」の意で、末広がりになった背甲が由来だと思われ、和名や英名と同義。背甲は幼体では円形に近い卵形。椎甲板は幼体では滑らかだが、成長につれ筋状の盛り上がり（キール）が発達し、前から見ると三角形に近くなる。腹甲は逆に細長い。
頭部は扁平かつ大型で、頸部は長くて太い。四肢には水掻きが発達している。

## 生態
河川や池沼に生息する。主に水中で暮らし、産卵以外ではあまり陸に上がらない。
食性は動物食で、魚類、両生類、昆虫類、甲殻類、貝類等を食べる。
繁殖形態は卵生。

## 人間との関係
ペットとして飼育されることもあり、日本にも輸入されている。オーストラリアでは野生動物の輸出を禁止しているので、過去に輸出され繁殖した個体のみが流通する。そのため日本への輸入は稀で価格は極めて高価だが、欧米での飼育下繁殖例の増加に伴い流通量は増えている。丈夫で飼育そのものは難しくないようだが、大型種の上に成長が早く活動も活発なため、飼育にあたっては特大サイズの水槽が必要になる。